# The Bridge School Concerts, Vol. 1
Bridge School Concerts, Vol. 1 — музичний альбом, збірка акустичних композицій з концертів Bridge School Benefit, що вийшла на лейблі Reprise Records в 1997 році.

## Про альбом
Альбом The Bridge School Concerts, Vol. 1 містить записи виступів рок-музикантів на щорічних акустичних концертах на підтримку хворих дітей. Засновниками фестивалю Bridge School Benefit стали Ніл Янг та його дружина Пегі Янг. Починаючи з 1986 року вони запрошують відомих рок-музикантів, а всі зібрані кошти йдуть у благодійний фонд, яким керує Пегі Янг.
До складу The Bridge School Concerts, Vol. 1 увійшло 15 пісень, виконаних на фестивалі в різні роки. Серед артистів, що відзначились на альбомі, як добре знайомі своєю багаторічною кар'єрою рок-зірки (Девід Бові, Том Петті тощо), так і молоді виконавці (Beck, Pearl Jam).
На сайті AllMusic альбом оцінили на три зірки з п'яти. Стівен Томас Ерлвайн звернув увагу, що не всі пісні вийшли однаково цікавими, але визнав, що завдяки пісням Бека, Pearl Jam, Трейсі Чепмен, Тома Петті, Девіда Бові, Елвіса Костелло та Ministry «цей проєкт видався кращим, аніж середньостатистичний благодійний альбом».

## Список пісень
| #   | Назва                                                     | Тривалість |
| --- | --------------------------------------------------------- | ---------- |
| 1.  | «I Am A Child» (Ніл Янг)                                  | 3:17       |
| 2.  | «Shadow Of A Doubt (A Complex Kid)» (Том Петті)           | 4:47       |
| 3.  | «All That You Have Is Your Soul» (Трейсі Чепмен)          | 5:33       |
| 4.  | «Sense Of Purpose» (The Pretenders & Duke String Quartet) | 3:07       |
| 5.  | «It's All In Your Mind» (Beck)                            | 2:46       |
| 6.  | «The Road's My Middle Name» (Бонні Рейтт)                 | 4:10       |
| 7.  | «Yes It Is» (Дон Генлі)                                   | 2:45       |
| 8.  | «Friend Of The Devil» (Ministry)                          | 2:55       |
| 9.  | «America» (Simon & Garfunkel)                             | 3:40       |
| 10. | «Heroes» (Девід Бові)                                     | 6:34       |
| 11. | «Nothingman» (Pearl Jam)                                  | 4:35       |
| 12. | «Battle Of Evermore» (Lovemongers)                        | 5:41       |
| 13. | «Believe» (Нільс Лофгрен)                                 | 3:17       |
| 14. | «Alison» (Елвіс Костелло)                                 | 3:19       |
| 15. | «People Have The Power» (Патті Сміт)                      | 5:37       |